# Escola Renaixença
L'Escola Renaixença és un edifici dels Hostalets de Pierola (Anoia) inclòs a l'Inventari del Patrimoni Arquitectònic de Catalunya. El terrens eren propietat de Pere Pujol. L'edifici ha estat reformat. A la planta primera on inicialment hi havia els habitatges dels mestres ara hi ha aules. S'ha conservat la distribució de les escales interiors i tot l'exterior de l'edifici. El carrer J. Mestre Ladós va ser urbanitzat a primers del segle xx. Aquest edifiqui forma part d'un conjunt format pels de les cases núm. 1,3,5,7.
Edifici de planta baixa i pis. Teulada a dues vessants. En la façana s'observa una composició que reflecteix la simetria de l'edifici. A la planta baixa hi ha dues entrades que donen pas a dues aules i escales d'accés. els portals d'entrada i quasi tota l'alçada de la 1a planta estat realitzats amb maó vist i la resta de la façana és estucada. Destaquen el treball de maó en les obertures de les dues plantes i les decoracions de ceràmica. La façana s'acaba amb un frontó on s'hi inscriu l'escut del poble dels Hostalets fet amb pedra artificial. a les façana laterals s'hi obren finestres i se segueix el mateix sistema de composició. Hi ha un cos adossat a la façana posterior que és de construcció més recent.